# Dębowo (Osiek)
Dębowo [dɛmˈbɔvɔ] (deutsch Dembowo) ist ein Dorf, welches zur Gmina Osiek in der Woiwodschaft Kujawien-Pommern gehört. Das Dorf hat 93 Einwohner.

## Geschichte
Das Dorf befindet sich in der historischen Region des Kulmer Landes. Die Mühle Dembowo wird urkundlich zum ersten Mal 1574 genannt. Sie gehörte dem Kulmer Domkapitel. Diese übergab die seit längerer Zeit verlassene Mahlmühle in Dembovo dem Krüger Gregor aus Radosk für 60 preußischen Mark dem kulmischen Recht. Gregor aus Radosk war verpflichtet, die Mühle samt sämtlichen Zubehör, wie beispielsweise dem Mühlendamm, in gutem Stand zu erhalten. nur wenn ohne seine Schuld ein Stammbruch stattfände, versprach ihm das Kapitel Erdfuhren und Holzlieferungen. Der Zins bestand in 36 Scheffel Roggen und in der Mast von zwei Schweinen. Der Müller erhielt 1 Hufe Acker gegen 1 Mark Zins ohne Scharwerk, ein Stück Wiese und die freie Fischerei im Mühlenteich zu eigenem Bedarf, mit kleinem Gezeuge, außer zur Laichzeit. Dennoch behielt das Kapitel sich das Recht des Fischfangs vor, besonders zur Ablaßzeit. 1668 stellte das Kapitel ein neues Privileg über die wieder unbesetzte Mühle aus. Der Zins bestand jetzt in 15 Scheffel Roggen und der Mast eines Schweines. 1789 zählte Dembowo eine Feuerstelle. Das heutige Mühlengut umfasst 59 Hektar. Es gehörte damals zur Landgemeinde Gutowo. Von 1919 bis 1939 und seit dem Ende des Zweiten Weltkrieges gehört das Dorf zu Polen. Vorher gehörte es zur ehemaligen Provinz Westpreußen.

## Verwaltungsgliederung
In den Jahren 1975–1998 gehörte das Dorf verwaltungstechnisch zur Woiwodschaft Toruń.